# Virje
Virje är en ort i Kroatien.   Den ligger i länet Koprivnica-Križevcis län, i den nordöstra delen av landet, 80 km öster om huvudstaden Zagreb. Virje ligger 136 meter över havet och antalet invånare är 3 702.
Terrängen runt Virje är platt. Runt Virje är det ganska glesbefolkat, med 32 invånare per kvadratkilometer. Närmaste större samhälle är Koprivnica, 16,4 km nordväst om Virje. Trakten runt Virje består till största delen av jordbruksmark.